# البطولة الوطنية المجرية 1948–49
البطولة الوطنية المجرية 1948–49 (بالمجرية: 1948–1949-es magyar labdarúgó-bajnokság)‏ هو الموسم 46 من  البطولة الوطنية المجرية. أشرف على تنظيمه اتحاد المجر لكرة القدم، وكان عدد الأندية المشاركة فيه  16، وفاز فيه نادي فيرينتسفاروشي.